# Chiesa dell'Addolorata (Ronchi Valsugana)
La chiesa dell'Addolorata, nota anche come chiesa dei Sette Dolori, è la parrocchiale nella frazione di Marchi a Ronchi Valsugana, in Trentino. Appartiene alla zona pastorale Valsugana - Primiero dell'arcidiocesi di Trento e risale al XIX secolo. Conserva al suo interno interessanti dipinti murali.

## Storia

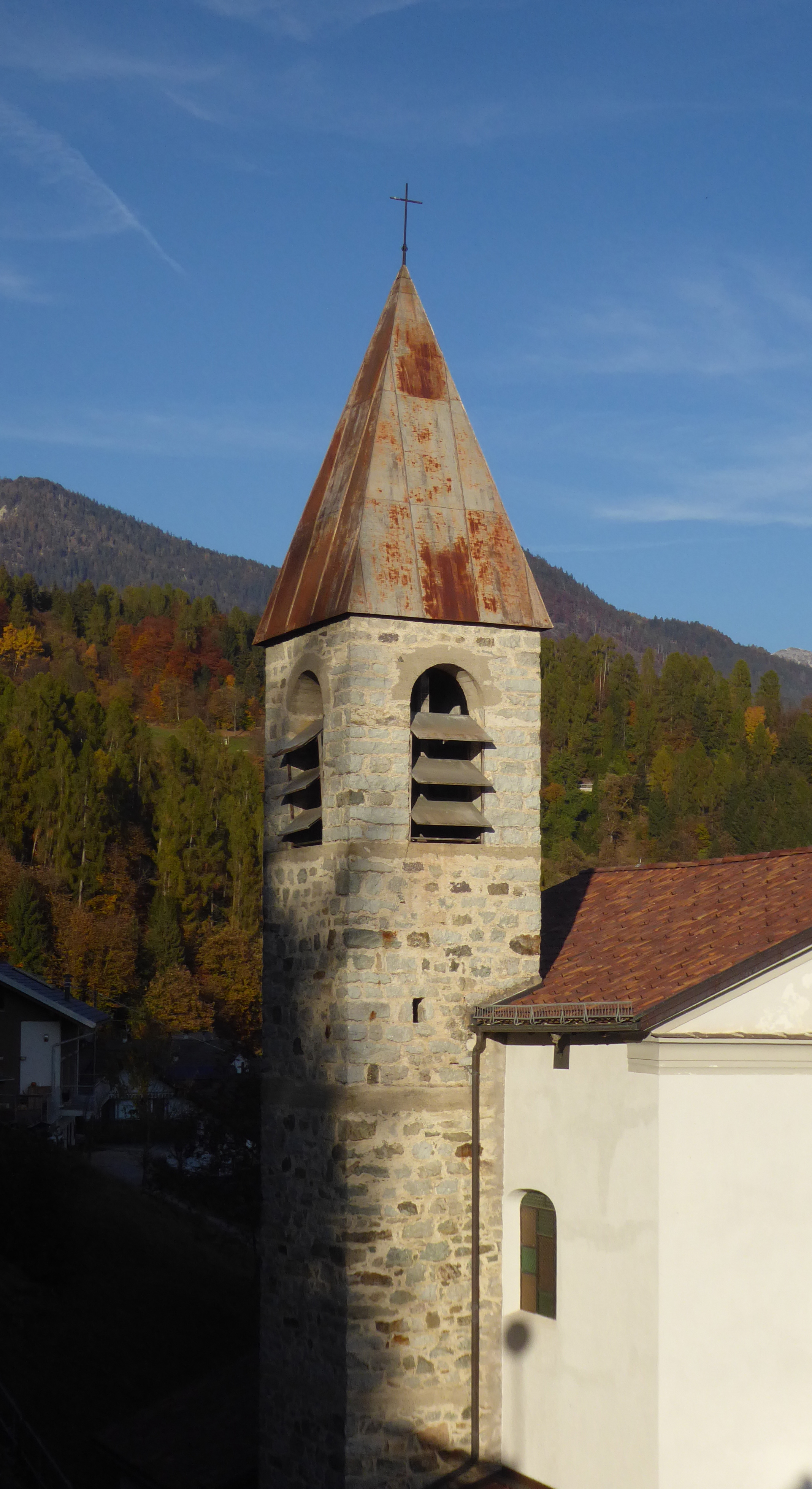
Torre campanaria

La costruzione della parrocchiale nella frazione di Marchi, centro del comune di Ronchi Valsugana, risale al 1860 ed è avvenuta grazie all'iniziativa del parroco don Antonio Francesco Pioner.
Nel primo decennio del XX secolo l'edificio originario fu oggetto di ampliamento e vennero costruiti il presbiterio e due sacrestie e nel 1909 venne elevata a dignità di espositura della chiesa parrocchiale di Torcegno.
Durante la prima guerra mondiale la chiesa subì un grave danno causato in particolare dall'asportazione della pala dell'altare maggiore, la Madonna Addolorata dipinta da Eugenio Prati nel 1886.
Durante il primo dopoguerra, nel 1927, venne riedificata in pietra la torre campanaria sostituendo l'originale in legno. Nel corso dell'anno seguente il catino absidale venne arricchito di decorazioni e furono installate le vetrate dell'abside. Nel secondo dopoguerra, nel 1947, le decorazioni vennero completate nelle pareti dell'arco santo e della sala, grazie al lavoro di Francesco Chiletto di Torcegno.

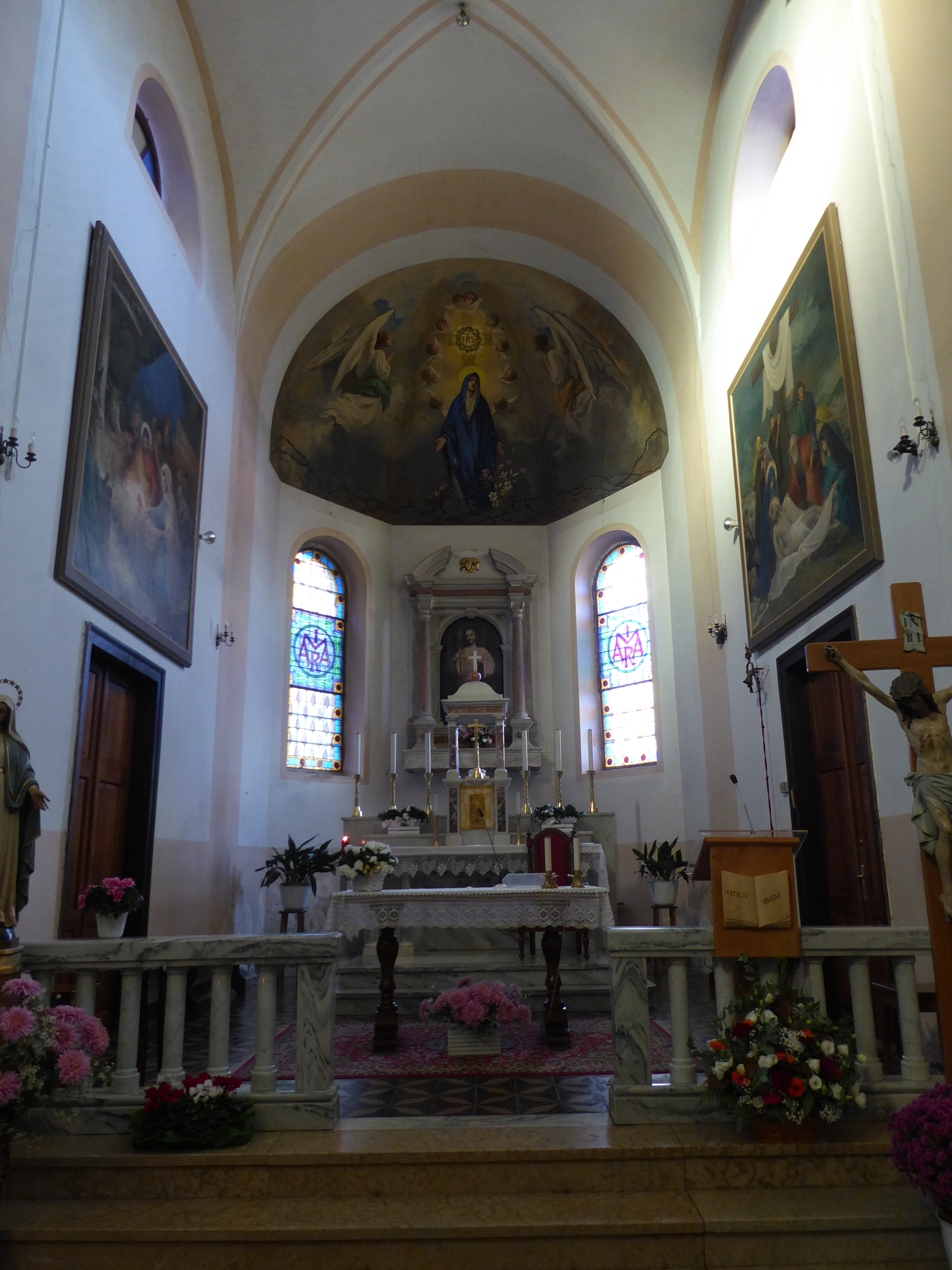
Presbiterio della chiesa

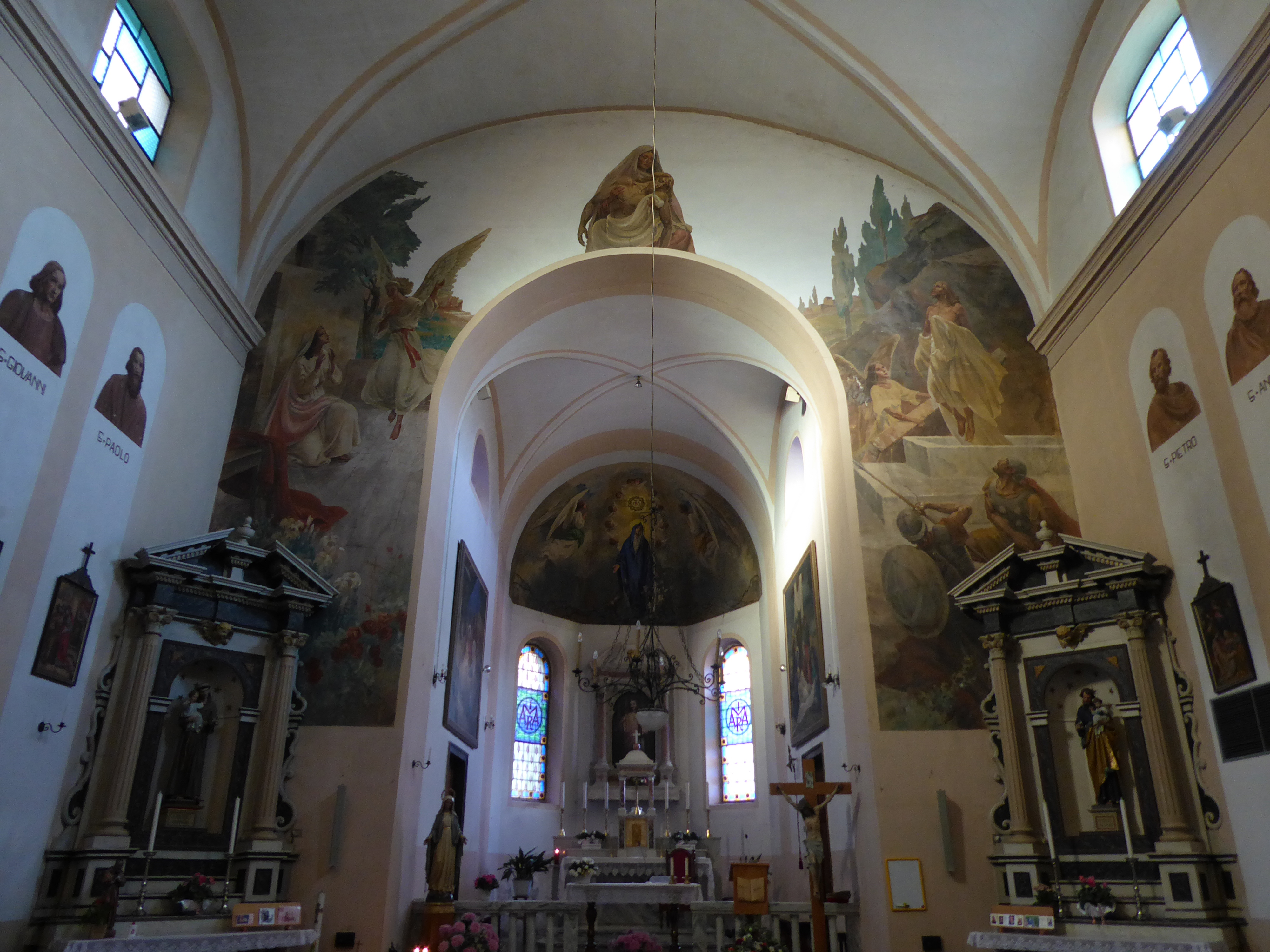
Arco santo decorato da Franco Chiletto nel secondo dopoguerra

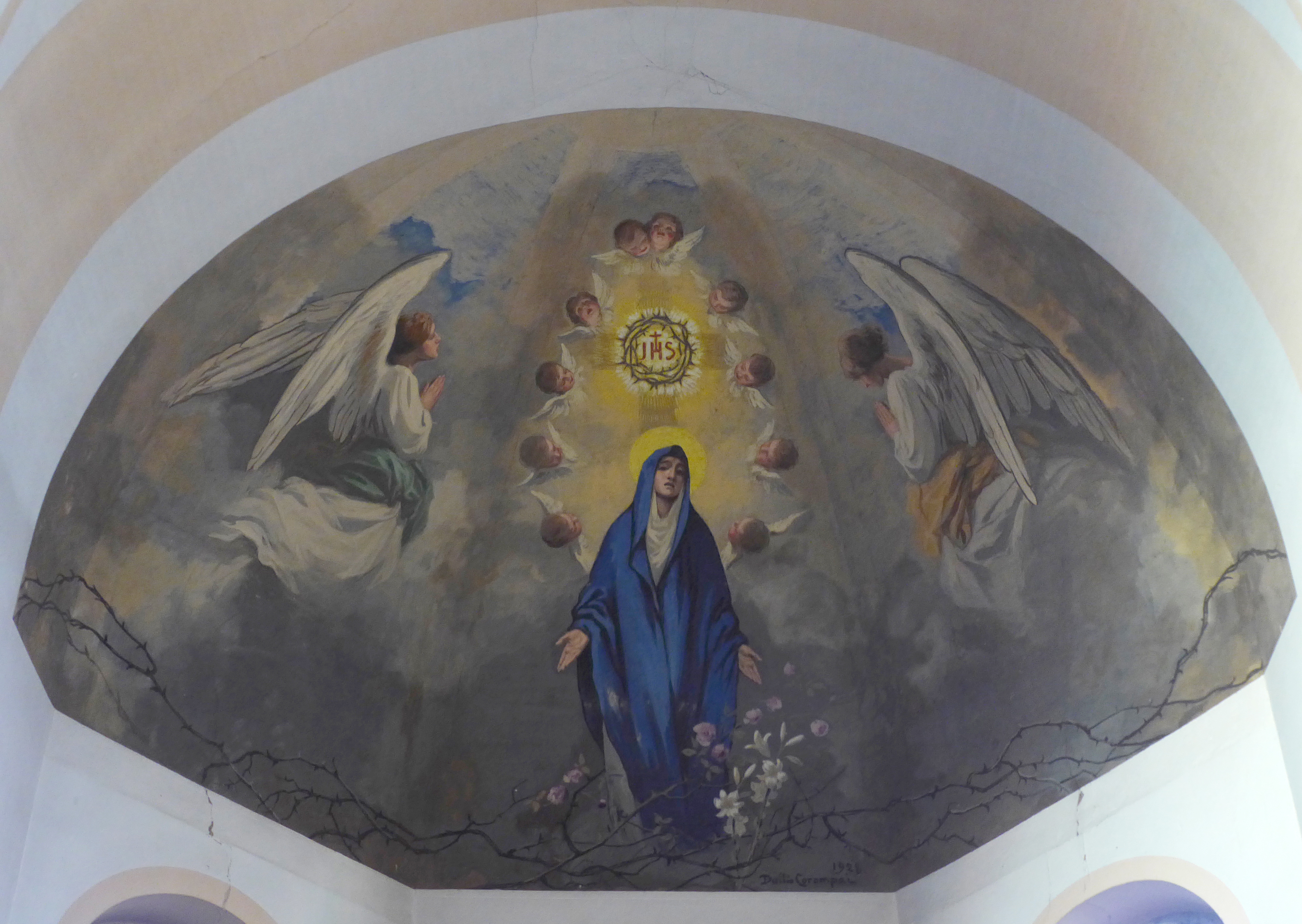
Affresco dellAddolorata nel catino absidale, opera di Duilio Corompai

La chiesa fu elevata a dignità parrocchiale con decreto dal 1º febbraio 1960.
Tra il 1968 e il 1977 venne installato l'impianto per il riscaldamento, fu costruita la piccola tettoia sul portale di ingresso, venne elettrificato il castello delle campane con l'aggiunta di un orologio sul campanile e tutto l'edificio venne restaurato. Nuovi lavori vennero realizzati tra il 1985 e il 1989 con la sostituzione di parte degli infissi, la sistemazione della copertura del tetto e un risanamento generale della struttura muraria. Da quel momento sulla facciata si trova l'epigrafe che ricorda la storia dell'edificio.
Il 17 settembre 1989, festa della Madonna Addolorata, il luogo di culto restaurato fu benedetto dall'arcivescovo di Trento Giovanni Maria Sartori.

## Descrizione
La piccola chiesa mostra un orientamento verso nord. Il prospetto principale a capanna, classicheggiante, è concluso da un frontone triangolare che al centro mostra un oculo. Il portale d'accesso è architravato e con una piccola tettoia. A sinistra è posta la torre campanaria che, diversamente dall'edificio intonacato, si presenta in pietra a vista. La cella campanaria si apre con quattro finestre a monofora sormontate dalla copertura piramidale. Sempre a sinistra è posto anche il battistero.
La navata intera è unica con volta a botte.

### Aspetti artistici e storici
L'arco santo prima dell'accesso al presbiterio è arricchito da affreschi opera di Franco Chiletto, che ha decorato anche la sala, mentre il dipinto nel catino absidale è opera di Duilio Corompai. L'altare maggiore è in marmo di Lasa. 
Sino allo scoppio della prima guerra mondiale nella sala era conservata la pala raffigurante la Madonna Addolorata dipinta da Eugenio Prati nel 1886.